# Последний герой (реалити-шоу)
«После́дний геро́й» — российское телевизионное реалити-шоу, основанное на международном формате «Survivor» («Выживший»).
Название российского варианта программы придумал Сергей Супонев. Премьера состоялась 17 ноября 2001 года на «ОРТ» и на украинском телеканале «1+1». Первые шесть сезонов выходили на ОРТ (с сентября 2002 года — на «Первом канале»), с ноября 2001 года, по март 2009 года, с марта 2019 года по август 2024 года проект выходил на телеканале «ТВ-3».
Производством первых пяти сезонов реалити-шоу занималась телекомпания ВИD, 6 сезона — «Красный квадрат», с 7 по 9 сезоны — Mastiff Russia. Первым ведущим на российском телевидении был Сергей Бодров-младший.
Ведущей шестого сезона была Ксения Собчак. Она — вторая женщина-ведущая за 12 лет существования проекта в сорока странах мира. Первая была на родине шоу — в Швеции.
Спустя 10 лет после выхода в эфир шестого сезона, в сентябре 2018 года стало известно, что шоу перезапустили на телеканале «ТВ-3». В новом сезоне проекта приняли участие российские звёзды и экстрасенсы. Съёмки стартовали на филиппинском острове Палаван в январе 2019 года. Ведущей седьмого сезона шоу стала актриса театра и кино Яна Троянова. Премьера седьмого сезона состоялась на «ТВ-3» 2 марта 2019 года.
27 марта 2019 года телеканал «ТВ-3» официально объявил о кастинге в восьмой сезон шоу. В новом сезоне простые россияне соревновались со звёздами. Премьера восьмого сезона состоялась 8 февраля 2020 года.
2 мая 2020 года, в документальном фильме «Последний герой. Побег из Рая», было объявлено о продлении проекта на девятый сезон. В нём телезрители сражались за главный приз с участниками прошлых сезонов реалити-шоу. Его премьера состоялась 6 февраля 2021 года.
Съёмки десятого сезона были запланированы на лето 2022 года, однако в марте того же года они были отменены в связи с прекращением деятельности компании Mastiff в России. 17 июня 2023 года во время Петербургского международного экономического форума телеканал «ТВ-3» анонсировал начало подготовки к съёмкам десятого сезона. Производством проекта начала заниматься компания «ВайТ Медиа». Ведущей нового сезона была выбрана Ксения Бородина. Премьера десятого сезона состоялась на канале «ТВ-3» 28 октября 2023 года. Новые серии выходили в эфир по субботам в 17:00.
Накануне 30-летия телеканала «ТВ-3» было объявлено о съёмках нового 11-го сезона, в котором участники выживали на территории России в Республике Алтай. Премьера одиннадцатого сезона состоялась на канале "ТВ-3" 29 июня 2024 года. Новые серии выходили в эфир по субботам в 21:00. 31 августа 2024 года вышла заключительная серия.

## О проекте
Правила проекта могут незначительно меняться от сезона к сезону, но, в целом, основные принципы остаются неизменными. Группу участников делят на 2 племени (команды), которых оставляют на разных островах. Каждые 3 дня команды соревнуются за тотем, который даёт племени неприкосновенность. Племя, которое не выиграло тотем, должно на совете выбрать тайным голосованием человека, который должен покинуть остров. Кроме того, каждые 2 дня племена соревнуются между собой за привилегии — еду, снаряжение, послания из дома и т. д. После того, как общее число участников сокращается вдвое, племена объединяются в одно. Этому предшествует переговоры между послами от каждого племени. Послы выбирают, на каком из двух островов будет жить объединённое племя и придумывают ему новое название.
Конкуренция и борьба за выигрыш порождают конфликты, заговоры и расколы в племенах. Участники объединяются в альянсы, коалиции, настраивают других участников против неудобных им людей. После объединения племени, каждый участник борется индивидуально за себя. В соревнованиях лишь один участник может выиграть тотем (это значит, что на совете против него нельзя будет голосовать).
В финал могут пройти только двое (реже трое) участников. В финале проходит совершенно другое голосование. Участники объединённого племени, ранее выбывшие из проекта, приходят на совет, и своим голосованием выбирают «Последнего героя», либо голосуют за того, кто должен покинуть проект, а победителя определяет заключительное испытание.

## Список сезонов
| Сезон | Слоган сезона              | Количество серий   | Период трансляции                           | Место проведения и длительность                               | Ведущие             | Количество участников | Главный приз      | Победитель                                     |
| ----- | -------------------------- | ------------------ | ------------------------------------------- | ------------------------------------------------------------- | ------------------- | --------------------- | ----------------- | ---------------------------------------------- |
| 1     | Остаться в живых           | 1—13 (13 серий)    | 17 ноября 2001 года. — 9 февраля 2002 года. | Архипелаг Бокас-дель-Торо, Панама, 39 дней                    | Сергей Бодров       | 16                    | 3 000 000 руб.    | Сергей Одинцов (Племя Ящериц)                  |
| 2     | Остаться в живых           | 14—26 (13 серий)   | 5 октября — 28 декабря 2002 года.           | Архипелаг в Южно-Китайском море, Малайзия, 41 день            | Дмитрий Певцов      | 20                    | 3 000 000 руб.    | Вероника Норкина (Племя Слонов)                |
| 3     | Остаться в живых           | 27—39 (13 серий)   | 1 февраля — 26 апреля 2003 года.            | Архипелаг в Карибском море, Доминиканская Республика, 39 дней | Николай Фоменко     | 19                    | 3 000 000 руб.    | Владимир Пресняков (Племя Пеликанов)           |
| 4     | Конец игры                 | 40—51 (12 серий)   | 11 октября — 27 декабря 2003 года.          | Архипелаг в Карибском море, Панама, 34 дня                    | Александр Домогаров | 20                    | 3 000 000 руб.    | Яна Волкова (Племя Игуан)                      |
| 5     | Суперигра                  | 52—64 (13 серий)   | 2 октября — 25 декабря 2004 года.           | Жемчужные острова, Панама, 39 дней                            | Владимир Меньшов    | 19                    | 3 000 000 руб.    | Александр Матвеев (Племя Героев)               |
| 6     | Забытые в раю              | 65—78 (14 серий)   | 16 ноября 2008 года.— 1 марта 2009 года.    | Панамские острова, 37 дней                                    | Ксения Собчак       | 21                    | 3 000 000 руб.    | Владимир Лысенко (Племя Воды)                  |
| 7     | Актёры против экстрасенсов | 79—91 (13 серий)   | 2 марта — 25 мая 2019 года.                 | Остров Палаван, Филиппины, 39 дней                            | Яна Троянова        | 16                    | 2 000 000 руб.    | Анфиса Черных (Племя Актёров)                  |
| 8     | Зрители против звёзд       | 92—104 (13 серий)  | 8 февраля — 2 мая 2020 года.                | Остров Палаван, Филиппины, 39 дней                            | Яна Троянова        | 17                    | Квартира в Москве | Надежда Ангарская (Племя Звёзд)                |
| 9     | Чемпионы против новичков   | 105—117 (13 серий) | 6 февраля — 1 мая 2021 года.                | Архипелаг Занзибар, Танзания, 39 дней                         | Яна Троянова        | 17                    | 5 000 000 руб.    | Роман Никкель (Племя Новичков)                 |
| 10    | Остаться семьёй            | 118—127 (10 серий) | 28 октября — 30 декабря 2023 года.          | Острова Таиланда, 30 дней                                     | Ксения Бородина     | 14                    | 5 000 000 руб.    | Алексей Лукин и Владислав Лукин (Племя Тигров) |
| 11    | Русский сезон              | 128—137 (10 серий) | 29 июня — 31 августа 2024 года.             | Берега Телецкого озера, Республика Алтай, 30 дней             | Ксения Бородина     | 14                    | 5 000 000 руб.    | Дмитрий Конышев (Племя Волков)                 |

### Первый сезон
Первый сезон проекта «Последний герой» стартовал 17 ноября 2001 года — в разгар трансляции конкурирующего шоу телеканала ТВ-6 «За стеклом». 16 человек были высажены на необитаемый остров в архипелаге Бокас-дель-Торо. Ведущим первого сезона был Сергей Бодров. Информационным партнёром проекта была компания «Яндекс», запустившая сайт hero.yandex.ru. Участники были поделены на 2 племени: «Черепахи» и «Ящерицы». Этот проект являлся одним из наиболее затратных на «Первом канале» в сезоне 2001/2002 годов и вызвал массу противоречивых отзывов со стороны телезрителей. Однако в дальнейшем и участники, и телезрители сходились во мнении, что первый сезон был самым удачным в истории программы.
- Племя черепах: Анна Модестова, Борис Иванов, Иван Любименко, Игорь Перфильев, Надежда Семёнова, Наталья Тэн, Ольга Корчевская, Сергей Терещенко.
- Племя ящериц: Александр Морозов, Александр Целованский, Елена Кравченко, Инна Гомес, Ирина Фурман, Сергей Одинцов, Сергей Сакин, Снежана Князева.

| Участник              | Племя           | Место |
| --------------------- | --------------- | ----- |
| Сергей Одинцов        | Ящерицы; Акулы  | 1     |
| Иван Любименко        | Черепахи; Акулы | 2     |
| Инна Гомес            | Ящерицы; Акулы  | 3     |
| Анна Модестова        | Черепахи; Акулы | 4     |
| Сергей Сакин          | Ящерицы; Акулы  | 5     |
| Наталья Тэн           | Черепахи; Акулы | 6     |
| Александр Целованский | Ящерицы; Акулы  | 7     |
| Снежана Князева       | Ящерицы; Акулы  | 8     |
| Игорь Перфильев       | Черепахи; Акулы | 9     |
| Надежда Семёнова      | Черепахи; Акулы | 10    |
| Ирина Фурман          | Ящерицы         | 11    |
| Сергей Терещенко      | Черепахи        | 12    |
| Александр Морозов     | Ящерицы         | 13    |
| Борис Иванов          | Черепахи        | 14    |
| Ольга Корчевская      | Черепахи        | 15    |
| Елена Кравченко       | Ящерицы         | 16    |

### Второй сезон
Съёмки второго сезона «Последнего героя» проходили в Малайзии, недалеко от острова Калимантан. На этот раз в «путешествие» отправились 20 смельчаков, которым нужно было продержаться на необитаемых островах ровно 41 день. Дата премьеры — 5 октября 2002 года. Особенность второго сезона — игра начиналась без ведущего. С самого первого дня «робинзонами» управлял голос человека и пейджер, но на шестой день пришёл Дмитрий Певцов. Другим новшеством стали банковские карточки, на деньги участники могли купить себе нужные предметы. Участники подразделяются на 2 племени: «Обезьяны» и «Слоны».
- Племя обезьян: Алексей Музалевский, Андрей Колесников, Денис Мошкин, Елена Барткова, Игорь Лихачёв, Надежда Кужельная, Наталья Колыванова, Нина Шорина, Николай Тумаков, Яна Шмелёва.
- Племя слонов: Александр Новин, Андрей Дереколенко, Вероника Норкина, Владимир Недопёкин, Игорь Безуглов, Ксения Волкова, Мария Горностай, Мария Ревзина, Максим Славянцев, Ольга Ярославцева.

| Участник            | Племя           | Место |
| ------------------- | --------------- | ----- |
| Вероника Норкина    | Слоны; Тигры    | 1     |
| Владимир Недопёкин  | Слоны; Тигры    | 2     |
| Ксения Волкова      | Слоны; Тигры    | 3     |
| Максим Славянцев    | Слоны; Тигры    | 4     |
| Мария Горностай     | Слоны; Тигры    | 5     |
| Денис Мошкин        | Обезьяны; Тигры | 6     |
| Андрей Дереколенко  | Слоны; Тигры    | 7     |
| Нина Шорина         | Обезьяны; Тигры | 8     |
| Елена Барткова      | Обезьяны; Тигры | 9     |
| Надежда Кужельная   | Обезьяны; Тигры | 10    |
| Андрей Колесников   | Обезьяны; Тигры | 11    |
| Николай Тумаков     | Обезьяны; Тигры | 12    |
| Алексей Музалевский | Обезьяны        | 13    |
| Александр Новин     | Слоны           | 14    |
| Игорь Лихачёв       | Обезьяны        | 15    |
| Наталья Колыванова  | Обезьяны        | 16    |
| Ольга Ярославцева   | Слоны           | 17    |
| Яна Шмелёва         | Обезьяны        | 18    |
| Мария Ревзина       | Слоны           | 19    |
| Игорь Безуглов      | Слоны           | 20    |

### Третий сезон
В третьем сезоне действие реалити-шоу разворачивается в Доминиканской республике. Съёмки состоялись в ноябре-декабре 2002 года. Дата премьеры — 1 февраля 2003 года. Участники выживают на островке суши недалеко от Гаити. Герои разделяются на 2 племени: «Барракуды» и «Пеликаны».
- Племя барракуд: Александр Лыков, Александр Пашутин, Иван Демидов, Крис Кельми, Лариса Вербицкая, Марина Александрова, Ольга Орлова, Татьяна Овсиенко.
- Племя пеликанов: Александр Бялко, Виктор Гусев, Владимир Пресняков, Дана Борисова, Елена Кондулайнен, Елена Перова, Елена Проклова, Игорь Ливанов, Татьяна Догилева (с 3 выпуска).
- В объединённое племя крокодилов к проекту присоединились: Вера Глаголева и Ивар Калныньш (с 9 выпуска).

| Участник            | Племя                | Место |
| ------------------- | -------------------- | ----- |
| Владимир Пресняков  | Пеликаны; Крокодилы  | 1     |
| Елена Перова        | Пеликаны; Крокодилы  | 2     |
| Ольга Орлова        | Барракуды; Крокодилы | 3     |
| Александр Лыков     | Барракуды; Крокодилы | 4     |
| Лариса Вербицкая    | Барракуды; Крокодилы | 5     |
| Вера Глаголева      | Крокодилы            | 6     |
| Ивар Калныньш       | Крокодилы            | 7     |
| Марина Александрова | Барракуды; Крокодилы | 8     |
| Елена Проклова      | Пеликаны; Крокодилы  | 9     |
| Иван Демидов        | Барракуды; Крокодилы | 10    |
| Виктор Гусев        | Пеликаны; Крокодилы  | 11    |
| Татьяна Овсиенко    | Барракуды            | 12    |
| Татьяна Догилева    | Пеликаны             | 13    |
| Александр Бялко     | Пеликаны             | 14    |
| Дана Борисова       | Пеликаны             | 15    |
| Игорь Ливанов       | Пеликаны             | 16    |
| Александр Пашутин   | Барракуды            | 17    |
| Крис Кельми         | Барракуды            | 18    |
| Елена Кондулайнен   | Пеликаны             | 19    |

### Четвёртый сезон
В четвёртом сезоне участники оказываются на необитаемом тропическом побережье между Панамой и Коста-Рикой и разделяются на 2 племени: «Игуаны» и «Скорпионы».
- Племя игуан: Анна Жданникова, Екатерина Вдовиченко, Екатерина Семёнова, Жанна Фриске, Лика Стар, Марина Грязнова, Мария Бутырская, Светлана Ястребова, Юлия Началова, Яна Волкова .
- Племя скорпионов: Александр Матвеев, Валерий Данилин, Виталий Фёдоров, Влад Сташевский, Децл, Максим Покровский, Николай Дроздов, Сергей Крылов, Сергей Тарасов, Сергей Туголуков.

| Участник             | Племя            | Место |
| -------------------- | ---------------- | ----- |
| Яна Волкова          | Игуаны; Удавы    | 1     |
| Жанна Фриске         | Игуаны; Удавы    | 2     |
| Екатерина Семёнова   | Игуаны; Удавы    | 3     |
| Александр Матвеев    | Скорпионы; Удавы | 4     |
| Максим Покровский    | Скорпионы; Удавы | 5     |
| Анна Жданникова      | Игуаны; Удавы    | 6     |
| Николай Дроздов      | Скорпионы; Удавы | 7     |
| Влад Сташевский      | Скорпионы; Удавы | 8     |
| Виталий Фёдоров      | Скорпионы; Удавы | 9     |
| Сергей Туголуков     | Скорпионы; Удавы | 10    |
| Екатерина Вдовиченко | Игуаны; Удавы    | 11    |
| Лика Стар            | Игуаны           | 12    |
| Светлана Ястребова   | Игуаны           | 13    |
| Сергей Тарасов       | Скорпионы        | 14    |
| Марина Грязнова      | Игуаны           | 15    |
| Децл                 | Скорпионы        | 16    |
| Мария Бутырская      | Игуаны           | 17    |
| Юлия Началова        | Игуаны           | 18    |
| Валерий Данилин      | Скорпионы        | 19    |
| Сергей Крылов        | Скорпионы        | 20    |

### Пятый сезон
В пятом сезоне участники разделяются на племена «Звёзды» и «Герои». Дата премьеры — 2 октября 2004 года.
- Племя героев: Александр Матвеев, Александр Новин, Дана Борисова, Елена Барткова, Жанна Фриске, Максим Покровский, Николай Дроздов, Сергей Одинцов, Татьяна Догилева.
- Племя звёзд: Александр Бердников, Джем Шериф, Елена Темникова, Ираклий Пирцхалава, Ксения Ларина, Михаил Гребенщиков, Руслан Курик, Светлана Светикова, Стас Пьеха.

| Участник            | Племя          | Место |
| ------------------- | -------------- | ----- |
| Александр Матвеев   | Герои; Пираты  | 1     |
| Жанна Фриске        | Герои; Пираты  | 2     |
| Светлана Светикова  | Звёзды; Пираты | 3     |
| Сергей Одинцов      | Герои; Пираты  | 4     |
| Максим Покровский   | Герои; Пираты  | 5     |
| Елена Барткова      | Герои; Пираты  | 6     |
| Ксения Ларина       | Звёзды; Пираты | 7     |
| Джем Шериф          | Звёзды; Пираты | 8     |
| Николай Дроздов     | Герои; Пираты  | 9     |
| Михаил Гребенщиков  | Звёзды; Пираты | 10    |
| Дана Борисова       | Герои; Пираты  | 11    |
| Елена Темникова     | Звёзды         | 12    |
| Ираклий Пирцхалава  | Звёзды         | 13    |
| Руслан Курик        | Звёзды         | 14    |
| Татьяна Догилева    | Герои          | 15    |
| Александр Новин     | Герои          | 16    |
| Александр Бердников | Звёзды         | 17    |
| Стас Пьеха          | Звёзды         | 18    |

### Сердце Африки
13 ноября 2005 года на «Первом канале» вышло реалити-шоу «Сердце Африки», которое СМИ называли новым сезоном «Последнего героя» из-за полного совпадения правил. Производством занималась телекомпания ВИD.
18 участников разделили на 2 племени — «Песка» и «Реки».
- Племя песка: Алексей Кузькин, Анна Карпова, Виталий Ратников, Владимир Варзанов, Линда Хевард-Миллс, Любовь Глазкова, Наталья Николаева, Роман Лебедев, Самир Махмудов.
- Племя реки: Александр Алексеев, Владимир Нефонтов, Дмитрий Макаров, Елена Иванкова, Елена Пинчук, Николай Дёмин, Ольга Сидорова, Ольга Шакира, Рада Разборкис.

| Участник           | Племя         | Место |
| ------------------ | ------------- | ----- |
| Александр Алексеев | Река; Солнце  | 1     |
| Елена Пинчук       | Река; Солнце  | 2     |
| Алексей Кузькин    | Песок; Солнце | 3     |
| Дмитрий Макаров    | Река; Солнце  | 4     |
| Рада Разборкис     | Река; Солнце  | 5     |
| Роман Лебедев      | Песок; Солнце | 6     |
| Анна Карпова       | Песок; Солнце | 7     |
| Самир Махмудов     | Песок; Солнце | 8     |
| Любовь Глазкова    | Песок; Солнце | 9     |
| Елена Иванкова     | Река; Солнце  | 10    |
| Ольга Шакира       | Река; Солнце  | 11    |
| Наталья Николаева  | Песок; Солнце | 12    |
| Линда Хевард-Миллс | Песок         | 13    |
| Виталий Ратников   | Песок         | 14    |
| Николай Дёмин      | Река          | 15    |
| Владимир Варзанов  | Песок         | 16    |
| Ольга Сидорова     | Река          | 17    |
| Владимир Нифонтов  | Река          | 18    |

Заглавная тема:
FPS — «Красная Земля» (слова: Артур А’Ким, музыка: Дмитрий Мосс)
Шестой сезон

Через несколько выпусков, после начала проекта, участников разделили на 2 племени — «Огонь» и «Вода». Также в первом выпуске был показан эпизод, где Виктор Ерофеев и Никита Джигурда выразили своё недовольство жестокими порядками на острове и демонстративно покинули реалити-шоу.
- Племя воды: Анна Шапиро, Виктория Лопырёва, Владимир Лысенко, Людмила Лимаренко, Михаил Грушевский, Олег Павлович, Татьяна Герасимова, Ярослав Лазарев.
- Племя огня: Алексей Полихун, Андрей Резник, Корнелия Манго, Лилия Шарыкина, Ольга Кострова, Таир Мамедов, Эвелина Блёданс, Юлия Ковальчук.
- Покинули проект до распределения по племенам: Александр Половцев, Ольга Царькова, Хельга Крюгер.

| Участник           | Племя        | Место |
| ------------------ | ------------ | ----- |
| Владимир Лысенко   | Вода; Земля  | 1     |
| Юлия Ковальчук     | Огонь; Земля | 2     |
| Анна Шапиро        | Вода; Земля  | 3     |
| Таир Мамедов       | Огонь; Земля | 4     |
| Людмила Лимаренко  | Огонь; Земля | 5     |
| Олег Павлович      | Вода; Земля  | 6     |
| Андрей Резник      | Огонь; Земля | 7     |
| Алексей Полихун    | Огонь; Земля | 8     |
| Ярослав Лазарев    | Вода; Земля  | 9     |
| Михаил Грушевский  | Вода; Земля  | 10    |
| Татьяна Герасимова | Вода         | 11    |
| Ольга Кострова     | Огонь        | 12    |
| Корнелия Манго     | Огонь        | 13    |
| Виктория Лопырёва  | Вода         | 14    |
| Лилия Шарыкина     | Огонь        | 15    |
| Эвелина Блёданс    | Огонь        | 16    |
| Хельга Крюгер      | -            | 17    |
| Ольга Царькова     | -            | 18    |
| Александр Половцев | -            | 19    |

### Седьмой сезон
2 марта 2019 года, спустя ровно 10 лет после окончания показа шестого сезона, на телеканале «ТВ-3» состоялась премьера седьмого сезона.
Местом проведения был выбран филиппинский остров Палаван. Роль ведущей досталась Яне Трояновой.
16 участников были поделены на 2 племени: «Актёров» и «Экстрасенсов».
- Племя актёров: Анфиса Черных, Артём Сучков, Артур Смольянинов, Илья Глинников, Ирина Безрукова, Наталия Медведева, Роман Маякин, Юлия Александрова.
- Племя экстрасенсов: Аида Мартиросян, Виктория Комахина, Денис Высоцкий, Иван Шабанов, Намтар Энзигаль, Николь Кузнецова, Сергей Пахомов, Татьяна Ларина.

| Участник          | Племя               | Место |
| ----------------- | ------------------- | ----- |
| Анфиса Черных     | Актёры; Звёзды      | 1     |
| Илья Глинников    | Актёры; Звёзды      | 2     |
| Иван Шабанов      | Экстрасенсы; Звёзды | 3     |
| Виктория Комахина | Экстрасенсы; Звёзды | 4     |
| Артём Сучков      | Актёры; Звёзды      | 5     |
| Аида Мартиросян   | Экстрасенсы; Звёзды | 6     |
| Намтар Энзигаль   | Экстрасенсы; Звёзды | 7     |
| Юлия Александрова | Актёры; Звёзды      | 8     |
| Николь Кузнецова  | Экстрасенсы; Звёзды | 9     |
| Татьяна Ларина    | Экстрасенсы         | 10    |
| Роман Маякин      | Актёры              | 11    |
| Ирина Безрукова   | Актёры              | 12    |
| Денис Высоцкий    | Экстрасенсы         | 13    |
| Наталия Медведева | Актёры              | 14    |
| Сергей Пахомов    | Экстрасенсы         | 15    |
| Артур Смольянинов | Актёры              | 16    |

### Восьмой сезон
В конце марта 2019 года было объявлено о кастингах в восьмой сезон шоу. Вести проект продолжила актриса театра и кино Яна Троянова. Местом проведения вновь был выбран филиппинский остров Палаван. В документальном фильме «Последний герой. Побег из Рая» ведущая Яна Троянова сообщила, что в восьмом сезоне планировалось участие 18 человек. Эскорт-модель Настя Рыбка должна была играть в Племени зрителей, но в итоге покинула проект после первой ночи по собственному желанию, а к Племени звёзд могла бы присоединиться актриса Алина Алексеева, известная зрителям по сериалу «Ольга», которой не удалось прилететь на съёмочную площадку из-за проблем с авиасообщением. 16 человек поделены на 2 племени: «Зрители» и «Звёзды».
- Племя зрителей: Александр Ложкин, Владлена Веселова, Димитрий Павлюк, Игорь Жук, Михаил Еремеев, Наталья Филиппова, Наталья Хапугина, Элина Пашковская.
- Племя звёзд: Алексей Воевода, Евгений Папунаишвили, Елена Проклова, Лукерья Ильяшенко, Надежда Ангарская, Наталья Бардо, Птаха, Эрик Давидыч.

| Участники            | Племя          | Место |
| -------------------- | -------------- | ----- |
| Надежда Ангарская    | Звёзды; Герои  | 1     |
| Игорь Жук            | Зрители; Герои | 2     |
| Димитрий Павлюк      | Зрители; Герои | 3     |
| Птаха                | Звёзды; Герои  | 4     |
| Наталья Хапугина     | Зрители; Герои | 5     |
| Михаил Еремеев       | Зрители; Герои | 6     |
| Евгений Папунаишвили | Звёзды; Герои  | 7     |
| Наталья Бардо        | Звёзды; Герои  | 8     |
| Александр Ложкин     | Зрители; Герои | 9     |
| Элина Пашковская     | Зрители        | 10    |
| Лукерья Ильяшенко    | Звёзды         | 11    |
| Алексей Воевода      | Звёзды         | 12    |
| Эрик Давидыч         | Звёзды         | 13    |
| Наталья Филиппова    | Зрители        | 14    |
| Елена Проклова       | Звёзды         | 15    |
| Владлена Веселова    | Зрители        | 16    |

### Девятый сезон
22 сентября 2020 года стартовал кастинг в девятый сезон шоу.
Съёмки нового сезона шоу начались в январе 2021 года на архипелаге Занзибар в Танзании. Роль ведущей сохранила за собой Яна Троянова.
Участником племени чемпионов изначально должен был стать Сергей Одинцов, однако у него возникли трудности с законом и его за это не выпустили из страны, заменив на другого участника.
5 февраля 2021 года стало известно, что участницей шоу также станет победительница пятого сезона реалити «Пацанки» на канале «Пятница!» Анастасия Петрова, которая появилась в середине проекта, став членом объединённого Племени Героев.
На 16 день игры на остров прибыли два видеоблогера — Дмитрий Масленников и Эмиль Иманов, которые провели в племенах 3 дня и участвовали в испытаниях с ними.
16 человек поделены на 2 племени: «Чемпионы» и «Новички».
- Племя чемпионов: Аида Мартиросян, Александр Матвеев, Алексей Полихун, Димитрий Павлюк, Денис Шведов, Елена Барткова, Елена Перова, Надежда Ангарская.
- Племя новичков: Александра Маслакова, Данил Апос, Дарья Колпакова, Дмитрий Петайкин, Иван Кузнецов, Роман Никкель, Татьяна Роот, Эльмира Абдразакова.

| Участник             | Племя           | Место |
| -------------------- | --------------- | ----- |
| Роман Никкель        | Новички; Герои  | 1     |
| Елена Барткова       | Чемпионы; Герои | 2     |
| Денис Шведов         | Чемпионы; Герои | 3     |
| Александра Маслакова | Новички; Герои  | 4     |
| Алексей Полихун      | Чемпионы; Герои | 5     |
| Дарья Колпакова      | Новички; Герои  | 6     |
| Надежда Ангарская    | Чемпионы; Герои | 7     |
| Александр Матвеев    | Чемпионы; Герои | 8     |
| Анастасия Петрова    | Герои           | 9     |
| Иван Кузнецов        | Новички; Герои  | 10    |
| Дмитрий Петайкин     | Новички         | 11    |
| Данил Апос           | Новички         | 12    |
| Димитрий Павлюк      | Чемпионы        | 13    |
| Эльмира Абдразакова  | Новички         | 14    |
| Аида Мартиросян      | Чемпионы        | 15    |
| Татьяна Роот         | Новички         | 16    |
| Елена Перова         | Чемпионы        | 17    |

### Десятый сезон
Премьера десятого сезона состоялась 28 октября 2023 года. Новой ведущей стала Ксения Бородина. Местом проведения был выбран Таиланд. 14 человек поделены на 2 племени: «Слоны» и «Тигры».
- Племя слонов: Алина Белькевич, Анна Ковальчук, Анна Седокова, Злата Ковальчук, Николоз Кснелашвили, Николь Нуриева, Птаха.
- Племя тигров: Алексей Лукин, Алина Хадуева, Виолетта Чиковани, Владислав Лукин, Елена Чиковани, Ираклий Пирцхалава, Фатима Хадуева.

| Участник            | Племя            | Место |
| ------------------- | ---------------- | ----- |
| Алексей Лукин       | Тигры; Скорпионы | 1     |
| Николоз Кснелашвили | Слоны; Скорпионы | 2     |
| Виолетта Чиковани   | Тигры; Скорпионы | 3     |
| Птаха               | Слоны; Скорпионы | 4     |
| Злата Ковальчук     | Слоны; Скорпионы | 5     |
| Владислав Лукин     | Тигры; Скорпионы | 6     |
| Елена Чиковани      | Тигры; Скорпионы | 7     |
| Анна Седокова       | Слоны; Скорпионы | 8     |
| Ираклий Пирцхалава  | Тигры            | 9     |
| Алина Белькевич     | Слоны            | 10    |
| Николь Нуриева      | Слоны            | 11    |
| Алина Хадуева       | Тигры            | 12    |
| Фатима Хадуева      | Тигры            | 13    |
| Анна Ковальчук      | Слоны            | 14    |

### Одиннадцатый сезон
Премьера одиннадцатого сезона состоялась 29 июня 2024 года. Ксения Бородина осталась ведущей. Местом проведения была выбрана Республика Алтай, берега Телецкого озера.
14 участников были поделены на 2 племени: «Волки» и «Медведи».
- Племя волков: Александр Лось, Давид Ниамеди, Дмитрий Конышев, Кристина Захарова, Ксения Суркова, Надежда Ангарская, Светлана Мастеркова.
- Племя медведей: Алан Царикаев, Александра Маслакова, Артём Антипов, Женя Искандарова, Иван Пышненко, Николай Сердюков, Павел Ярыгин.

| Участник             | Племя                  | Место |
| -------------------- | ---------------------- | ----- |
| Дмитрий Конышев      | Волки; Снежные Барсы   | 1     |
| Иван Пышненко        | Медведи; Снежные Барсы | 2     |
| Николай Сердюков     | Медведи; Снежные Барсы | 3     |
| Надежда Ангарская    | Волки; Снежные Барсы   | 4     |
| Давид Ниамеди        | Волки; Снежные Барсы   | 5     |
| Павел Ярыгин         | Медведи; Снежные Барсы | 6     |
| Алан Царикаев        | Медведи; Снежные Барсы | 7     |
| Александр Лось       | Волки; Снежные Барсы   | 8     |
| Женя Искандарова     | Медведи                | 9     |
| Александра Маслакова | Медведи                | 10    |
| Ксения Суркова       | Волки                  | 11    |
| Артём Антипов        | Медведи                | 12    |
| Кристина Захарова    | Волки                  | 13    |
| Светлана Мастеркова  | Волки                  | 14    |

## Документальные фильмы и телепрограммы о проекте
16 февраля 2002 года на ОРТ состоялась премьера специального выпуска программы «Большая стирка», посвящённая первому сезону проекта. 17 февраля был показан концерт «„Последний герой“ в „Олимпийском“».
28 декабря 2002 года на «Первом канале» состоялась премьера документального фильма «„Последний герой“. Настоящий финал». 11 октября 2003 года на «Первом канале» был показан документальный фильм «Последний герой: Исполнение желаний».
1 марта 2009 года в финальной серии 6 сезона на «Первом канале» было показано интервью участников и создателей с первого по шестой сезон проекта, которые рассказывали о жизни до и после проекта, а также раскрыли секреты закулисья.
10 августа 2013 года на «Первом канале» вышел документальный фильм «Правда о Последнем герое», где транслировались некоторые интервью с участниками и создателями финальной серии 6 сезона, а также были добавлены новые интервью с участниками, создателями игры и ведущими со 2 по 5 сезон, которые также сообщали о некоторых закадровых моментах игры.
В дальнейшем документальные проекты выходили на «ТВ-3», будучи приуроченными к старту или завершению сезона:
- 25 мая 2019 года — «Актёры против экстрасенсов: Вскрытие»
- 8 февраля 2020 года — «Год спустя»
- 2 мая 2020 года — «Побег из Рая»
- 6 февраля 2021 года — «Племя новичков»
- 1 мая 2021 года — «Чемпионы против новичков: Внутри Последнего героя»

13 февраля 2021 года на «Первом канале» был показан специальный выпуск программы «Сегодня вечером», получивший название «Все тайны шоу „Последний герой“».

## Рейтинги
В эфире телеканала «ТВ-3» проект стартовал с высокими рейтингами.
По данным компании Mediascope, средняя доля премьерного выпуска седьмого сезона по России составила 12,9 %. В аудитории «Все 14—44» «ТВ-3» занял первое место в слоте 18:57—20:28.
Это рекордная доля за всю историю существования телеканала «ТВ-3».

## Критика
Правила игры «Последний герой» поощряют избавляться от достойных игроков как будущих опасных конкурентов. Эта концепция подвергалась критике:
В сознание всей страны одновременно вбивают идеологию подлости, отрицание бескорыстной солидарности, навыки предательства друзей и стиль жизни зоны — «умри ты сегодня, а я — завтра». По телевидению параллельно показывают три передачи на «выживание» по этому мерзкому сценарию — «Последний герой», «Слабое звено» и «За стеклом».
Буквально через несколько дней после завершения программы «За стеклом» двинулся проект ОРТ «Последний герой», в котором две команды участников и какие-то ненормальные правила игры напоминали классический КВН 1960-1970-х. И кроме этого было в «Последнем герое» что-то удивительно советское – есть нечего, уехать нельзя, уезжающий же считается изгоем, и всё время гоняют на собрания с проработкой.
Первый сезон критиковался за чрезмерную сжатость:
Жизнь на острове выглядит более нереальной, чем плохая актерская игра. Она выглядит просто жизнью чужой, значит, мне, зрителю, неинтересной. А для того, что задумывалось как программа real life, следовательно, требовало ежесекундного сопереживания смотрящего, эффекта его погруженности, это практически приговор.
Последующие сезоны «Последнего героя» были раскритикованы телезрителями за изобилие звёзд и в том, что проект сильно «опопсился». Отмечалось, что проект однозначно утратил свои краски в сравнении с оригинальным первым сезоном. По мнению автора статьи на сайте «Свободная пресса» Сергея Беднова, 6-й сезон «Героя» «по количеству ляпов, рекламы и самолюбованию Собчак оставил далеко позади все предыдущие». Та же тенденция, связанная с увеличением навязчивого продакт-плейсмента по ходу передачи, наблюдалась и в седьмом сезоне.

## Начальные и завершающие песни
- Би-2 — «Последний герой» (слова и музыка: Лёва Би-2, Шура Би-2; Последние герои 1-5)[61]
- Хельга — «Мой герой» (слова и музыка: Влад Кригер, Кирилл Теплицкий; Последний герой 6: Забытые в раю)
- Loboda — «Последний герой» (слова и музыка: Кирилл Лавров; Последний герой 7: Актёры против экстрасенсов)[62]
- The Hatters — «Последний герой» (слова и музыка: Юрий Музыченко, Павел Личадеев; Последний герой 8: Зрители против звёзд)[63]
- Би-2 feat. MIA BOYKA — «Последний герой» (музыка: Лёва Би-2, Шура Би-2, Роман Мясников; слова: Лёва Би-2, Шура Би-2, Мария Бойко; Последний герой 9: Чемпионы против новичков)[64]
- ST — «Последний герой» (слова и музыка: Александр Степанов; Последний герой 10: Остаться семьёй, Последний герой 11: Русский сезон)[65]

## Песни участников
- Ногу свело! — Я — не последний герой Архивная копия от 2 марта 2019 на Wayback Machine (слова и музыка: Максим Покровский; Последний герой 4-5)
- Юлия Ковальчук и Таир Мамедов — Последний герой Архивная копия от 10 июля 2019 на Wayback Machine (слова и музыка: Константин Арсенев; Последний герой 6: Забытые в раю)[66]
- Надежда Ангарская — Последний герой Архивная копия от 30 октября 2020 на Wayback Machine (слова и музыка: Кристина Королькова; Последний герой 8-9)

## Книги участников
- Иван Любименко. Как выжить в Пасти Быка. — М.: Вагриус, 2002. — 288 с.
- Сергей Сакин. Последний герой в переплёте. — М.: Вагриус, 2002. — 256 с.

## Настольная игра
В 2003 году компанией «Десятое королевство» была выпущена настольная игра «Последний герой». Автор — Олеся Емельянова, художник — Александр Шахгельдян. Игра была рассчитана на 2-4 игрока в возрасте от 7 лет. Средняя продолжительность партии составляла 60 минут. Преимуществом игры являлось то, что во все испытания можно играть как в отдельные мини-игры, продолжительностью по 10 минут каждая.

## Пародии
Летом 2003 года на «Первом канале» вышла 12-серийная комедия «Герой нашего племени», снятая телекомпанией «Югра». По сюжету, 10 человек, разделённые на две команды («Дятлы» и «Ёжики»), участвуют в реалити-шоу, в рамках которого они должны провести несколько недель на необитаемом острове. Сценаристами стали авторы команды КВН «Дети лейтенанта Шмидта» и проекта «О.С.П.-студия». Съёмки проходили в Москве и на Черноморском побережье в октябре-ноябре 2002. В сериале снялись Ефим Шифрин, Любовь Полищук, Александр Франскевич, Ирина Медведева, Эвклид Кюрдзидис и другие актёры.